# Рудник Магнет
Рудник Магнет – колишній гірничодобувний майданчики на австралійському острові Тасманія.
У 1879 році в хребті Магнет виявили срібно-свинцеве зруднення, після чого в 1881 – 1884 році здійснили невдалу спробу розробки. Так само невдало завершилась історія з виявленим в 1882-му олов’яним зрудненням, яке намагались розробляти у 1883 – 1886 роках.
В 1891-му ще один підприємець почав роботи на хребті Магнет, які первісно були вельми незначні – станом на початок 1894-го вдалось прокласти штольню довжиною 30 метрів та вилучити 31 тонну срібно-свинцевої руди. У 1894-му відправили пробну партію з 12 тонн руди до Німеччини, а в 1896-му надіслали  кілька тонн на одне з австралійських підприємств. Успішні результати плавки дали можливість відновити роботи і протягом восьми місяців 1896 – 1897 років відправити вже 51 тонну руди, проте на економіку проекту впливали зависокі транспортні витрати. Як наслідок, прийняли рішення про встановлення на руднику сушарок, що мали зменшити вміст вологи в руді, та будівництво 1,5-кілометрової лінії кінного трамваю, яка підіймалась на дві сотні метрів до перевалу в хребті Магнет. Втім, принциповим рішенням проблеми став запуск в 1902-му вузькоколійної залізниці на паровій тязі, що мала довжину 15 кілометрів та дозволяла доставити руду до перевантаження на залізницю, яка сполучала гірничо-металургійний центр Зіхан з північним узбережжям Тасманії. 
Окислену руду постачали на заводи у Дапто (за кілька десятків кілометрів південніше від Сіднею) та Кокл-Крік (поблизу Ньюкаслу), при цьому останній перебрав на себе всю роботу по даному напрямку в 1905 році, коли майданчик у Дапто закрився. Щодо сульфідної руди уклали угоду з тасманійським плавильним заводом у Зіхані. Станом на серпень 1902-го видобуток в копальні перевищив рівень у 1000 тонн на місяць, а в 1905-му запустили збагачувальну фабрику, яка могла приймати до 65 тонн руди на добу. Всього за лютого 1901-го по серпень 1909-го з руди копальні Магнет вдалось видобути 13 тисяч тонн свинцю та 2,5 тони срібла.
В 1909-му завод у Зіхані призупинив роботу, що призвело до переорієнтації на поставки руди до Німеччини. Початок Першої світової війни та, відповідно, втрата іноземного покупця, змусили перервати видобуток, втім, вже закілька місяців він відновився. В 1917-му завод у Кокл-Крік запустив повномасштабне свинцеплавильне виробництво і того ж року досягнули рекордного для копальні Магнет рівня у 1,7 тисячі тонн свинцю. Всього ж з серпня 1909-го по серпень 1917-го рудник Магнет видав 9 тисяч тонн свинцю та 2 тонни срібла.
У 1918-му на базових для Кокл-Крік рудниках Брокен-Гілл почався 1,5-річний період страйків, що призвело до перебоїв у роботі плавильного майданчику. Це, а також сильне падіння ціни на метали, негативно відобразилось і на копальні Магнет, так що з серпня 1917-го по серпень 1922-го її виробництво склало лише 3 тисячі тонн свинцю.
Вже у 1922 році через низькі ціни та зниження видобутку з Брокен-Гілл плавильне виробництво у Кокл-Крік зупинили (як виявилось – на кілька десятиліть). Втім, проблеми на Брокен-Гілл змусили шукати додаткову сировину ще один плавильний завод в Порт-Пірі, до того ж з появою тасманійського цинкоплавильного завод у Гобарті виникли гарні передумови для поставок руди, які могли здійснюватись зворотніми рейсами суден, що повертались з Гобарту до Порт-Пірі. Як наслідок, копальня Магнет відновила роботу та за 1922 – 1932 роки забезпечила видобуток 9 тисяч тонн свинцю та понад 1,5 тонни срібла.
Світова економічна криза мала важкі наслідки для рудника, повноцінна робота якого фактично перервалась в 1932-му. За наступні чотири роки змогли забезпечити виробнцитво менше 2 тисяч тонн свинцю.
Останній період розробки припав на 1938 – 1940 роки, коли отримали 0,6 тисячі тонн свинцю. В цей же період зробили першу спробу монетизувати накопичений в хвостах збагачення ресурс цинку, для чого запустили флотаційне обладнання (на момент закриття на майданчику копальні перебувало 100 тонн непроданого цинкового концентрату).
Всього з 1896 по 1940 роки рудник Магнет видобув 38 тисяч тонн свинцю та 7 тонн срібла.
У 1970-х роках з хвостів збагачення змогли вилучити від 20 до 30 тисяч тонн цинку.